# Liste von Persönlichkeiten der Stadt Bad Elster
Die Liste von Persönlichkeiten der Stadt Bad Elster enthält Personen, die in der Geschichte der sächsischen Stadt Bad Elster (bis 1875 Elster) eine nachhaltige Rolle gespielt haben. Es handelt sich dabei um die Ehrenbürger von Bad Elster oder um Persönlichkeiten, die hier geboren sind oder hier gewirkt haben.
Für die Persönlichkeiten aus den nach Bad Elster eingemeindeten Ortschaften siehe auch die entsprechenden Ortsartikel.

## Ehrenbürger
- 1933: Adolf Hitler und Martin Mutschmann (nach 1945 aberkannt)
- vor 1940: Paul Köhler (1854–1940), Mediziner, Gründer einer Kurklinik im Ort
- 1991: Herbert Jordan (1919–1991), von 1960 bis 1985 Leiter des Instituts für Balneologie im Ort, nach ihm ist im Ortsteil Bärenloh die Prof.-Herbert-Jordan-Straße benannt
- 2016: Christoph Flämig, Bürgermeister von 1990 bis 2015
- 2019: Hansjörg König
- 2022: Gernot Ressler

## Söhne und Töchter der Stadt
- August Adler (1841–1916), Fotograf, geboren in Mühlhausen
- Ernst Flechsig (1852–1890), Chemiker und Schachmeister
- Gustav Wilhelm Theodor Spindler (1859–1928), Vertreter naturnaher Forstwirtschaft im sächsischen Erzgebirge
- Fritz Schaarschmidt (1901–1970), Architekt, geboren in Bärenloh
- Gerda von Uslar (1909–1966), Dramaturgin, Übersetzerin und Hörspielregisseurin
- Hans Brückner (1913 – nach 1963), Politiker (LDPD), war von 1958 bis 1963 Abgeordneter der Volkskammer der DDR
- Siegfried Göhler (1916–1976), Schauspieler
- Werner Schmincke (1920–2003), Sozialmediziner und Hochschullehrer
- Eberhard Wölfel (1927–2019), evangelischer Theologe
- Siegfried Schönherr (* 1934), Militärökonom, Politikwissenschaftler und Heimatforscher
- Robert Sturm (1935–1994), Bildhauer, Keramiker und Hochschullehrer
- Christoph Albrecht (* 1944), Theater- und Musikwissenschaftler
- Lothar Ibrügger (* 1944), SPD-Politiker
- Heinz Plank (* 1945), Bildender Künstler
- Heinz Wosipiwo (* 1951), DDR-Skispringer, 2. Platz bei den Skiflug-Weltmeisterschaften 1972, geboren in Sohl
- Klaus Ostwald (* 1958), DDR-Skispringer
- Andreas Knopp (* 1978), Ingenieur und Wissenschaftler

## Persönlichkeiten, die mit der Stadt in Verbindung stehen oder standen
- Johann Christoph Hilf (1783–1885), Musiker, wirkte und starb in Elster
- Rudolf Anger (1806–1866), evangelischer Theologe und Philosoph, starb in Elster
- Bernhard August Graf von der Schulenburg-Altenhausen (1809–1872), Rittergutsbesitzer, Verwaltungsbeamter und Parlamentarier, starb in Elster
- Robert Flechsig (1817–1892), Balneologe, erster Brunnen- und Badearzt im Königlich-Sächsischen Staatsbad
- Max Bernhard Höra (gest. 18. April 1933), Baumeister, Gemeinderatsmitglied, stellv. Bürgermeister
- Paul Köhler (1864–1940), Mediziner, Gründer einer Kurklinik im Ort
- Kurt von Burgsdorff (1886–1962), von 1921 bis 1927 Direktor des Staatsbades, SA-Brigadegeneral und in Polen verurteilter Kriegsverbrecher
- Dipl. Architekt Johannes Höra (1890–1966), Neffe von Max Höra; Umbau des Rathauses am Kirchplatz (1936/1937)
- Hermann Richard Otto Knothe (1891–1961), Maler und Grafiker, starb dort
- Paul Geipel (* 1897), Bürgermeister von 1932 bis 1940
- Harry Billig (1914–2008 oder 2009), Maler und Grafiker
- Herbert Jordan (1919–1991), von 1960 bis 1985 Leiter des Institus für Balneologoie und Kurortwissenschaften; im Stadtgebiet Bad Elster wurde eine Straße nach ihm benannt (Prof.-Herbert-Jordan-Straße)
- Renate Preuß (* 1947), Schriftstellerin, weilte zur Kur in Bad Elster. Ihre Erfahrungen verarbeitete sie in dem Buch Diagnosen – Wege aus einem Irrgarten (2016).
- Pierre Geisensetter (* 1972), Moderator, verbrachte seine Jugend in Bad Elster